# Neu-Hohne
Neu-Hohne war das größte Flüchtlingslager nach dem Zweiten Weltkrieg im Landkreis Celle. Es wurde in Teilen des ehemaligen KZ Bergen-Belsen eingerichtet und bestand von 1946 bis 1953.

## Geschichte

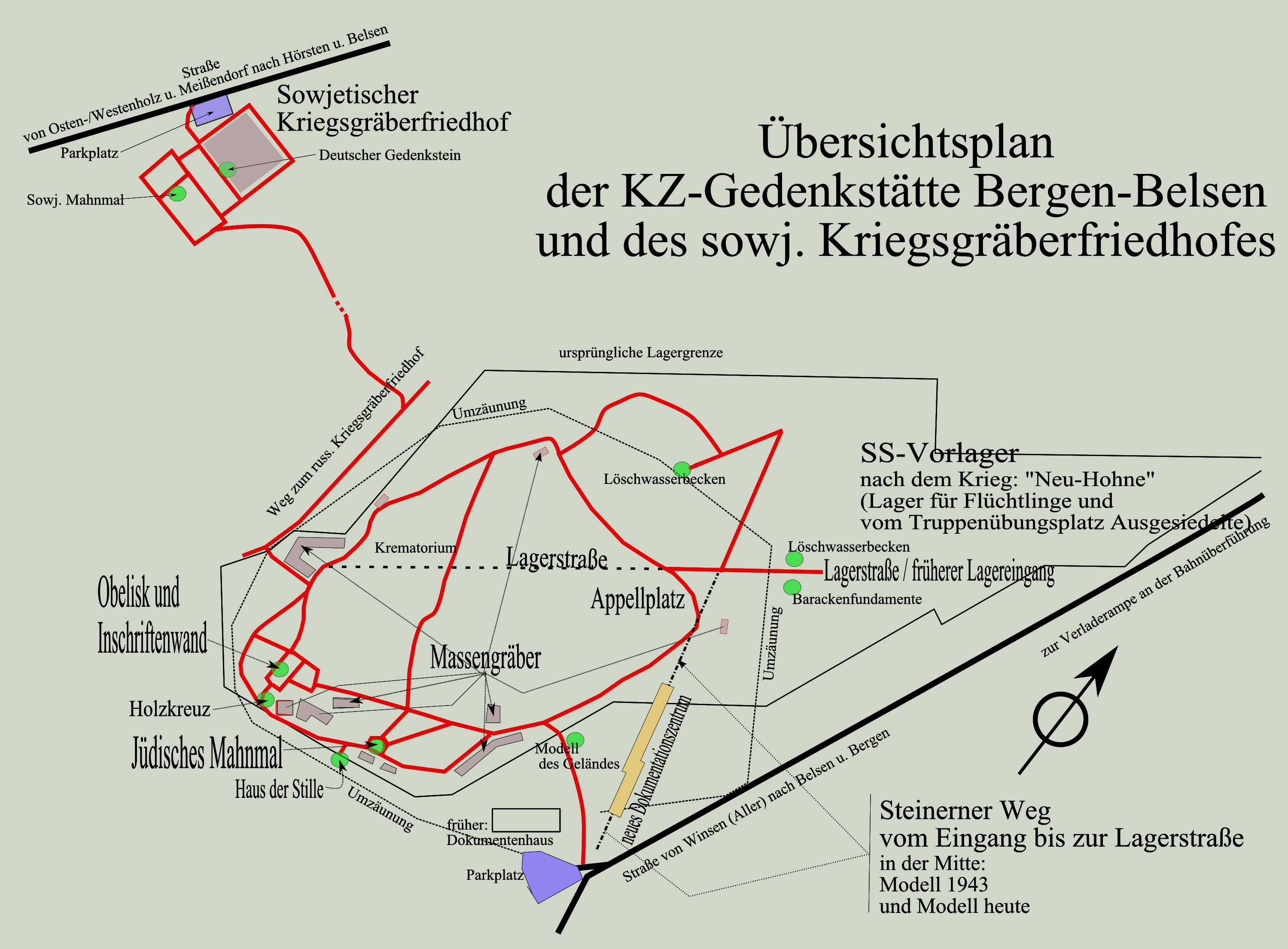
Lageplan der Gedenkstätten in Bergen-Belsen

Wegen der Wohnungsknappheit nach dem Kriege wurden die Baracken des SS-Vorlagers und des Verwaltungsbereiches des Lagers genutzt, um Flüchtlinge, Ausgebombte und Vertriebene unterzubringen. Dieser Bereich war ursprünglich zur Unterbringung der Wachmannschaften gedacht. Auch zwangsweise Ausgesiedelte des Ortes Hohne wurden hier untergebracht. Sie mussten ihre Wohnungen auf Befehl der Briten räumen, weil der Truppenübungsplatz Bergen-Hohne, den die Wehrmacht 1935 eingerichtet hatte, vom britischen Militär übernommen wurde und erweitert werden sollte. Daher kam auch die Namensgebung "Neu-Hohne".

„Die deutschen Bewohnerinnen und Bewohner von Neu-Hohne sahen sich  als  Opfer, Empathie  für  die  Leiden  der KZ-Häftlinge und der Überlebenden empfanden sie nicht.“

Die Lebensbedingungen in Neu-Hohne waren sehr unzureichend. Verdienstmöglichkeiten bestanden nur auf dem britischen Truppenübungsplatz.

### Aufarbeitung der Vergangenheit
In der Gedenkstätte Bergen-Belsen wird versucht, die Vergangenheit des ehemaligen Flüchtlingslagers aufzuarbeiten. Am 22. Mai 2011 lud die Gedenkstätte erstmals zu einem "Erzähl-Café" ein.

„"Meine Mutter hatte zuvor alle Dörfer abgeklappert, aber unter den schlechten Wohnräumen waren die Baracken noch die beste Lösung" erinnert sich Ludwig Weber, der zusammen mit seiner Familie zu den Umgesiedelten gehörte.“

Das Leben vor allem der Jugendlichen und Kinder war von den Hinterlassenschaften des Krieges geprägt. Sie spielten mit Munition und nutzten im Winter die Bombentrichter als Rodelberge.

„"Das Gelände des ehemaligen Lagers war für uns beinahe wie ein Spielplatz" so Ludwig Weber, " die alte Kläranlage war zum Beispiel für uns Jungs ein spannendes Gebiet".“

### Das Ende des Flüchtlingslagers
Das Flüchtlingslager wurde 1953 auf britischen Befehl aufgelöst und die Baracken versteigert. Eine Reihe von Bewohnern blieben im Kreis Celle, einige siedelten sich in umliegenden Ortschaften an und manche zogen in Industriestandorte Niedersachsens, in denen sie Arbeit fanden.